# Isham
Isham es un pueblo y una parroquia civil del distrito de Wellingborough, en el condado de Northamptonshire (Inglaterra).

## Demografía
Según el censo de 2001, Isham tenía 743 habitantes (373 varones y 370 mujeres). 143 (19,24%) de ellos eran menores de 16 años, 544 (73,22%) tenían entre 16 y 74, y 56 (7,54%) eran mayores de 74. La media de edad era de 42,52 años. De los 600 habitantes de 16 o más años, 106 (17,97%) estaban solteros, 408 (69,15%) casados, y 86 (14,58%) divorciados o viudos. 364 habitantes eran económicamente activos, 357 de ellos (98,08%) empleados y otros 7 (1,92%) desempleados. Había 10 hogares sin ocupar y 307 con residentes.
| 247                         | 299 | 322 | 318 | 397 | 391 | - | - | 381 | 358 | 342 | 358 | 388 | 365 | - | 474 | 535 |
| (Fuente: Vision of Britain) |     |     |     |     |     |   |   |     |     |     |     |     |     |   |     |     |